# Toyota Hilux
A Toyota Hilux as camionetes compactas fabricadas e comercializadas pela Toyota Motor Corporation. O nome Hilux foi adotado como um substituto do Stout em 1969, e permanece em uso em todo o mundo. Na América do Norte, o nome Hilux foi reformado em 1976, em favor do Caminhão, Camioneta, até que foi rebatizado como Tacoma, em 1995. Um pacote de opção popular, SR5 (Sport Rally 5-Speed), também se tornou sinónimo de caminhão, mesmo  usado em outros modelos da Toyota também. Em 1984, o Trekker, a versão campista da Hilux, foi alterado para o 4Runner na América do Norte e Austrália, e como a Hilux Surf no Japão. O 4Runner, agora um utilitário esportivo completo, compartilha algumas pistas visuais com o seu irmão Tacoma em modelos mais recentes.
Presente em versões cabine simples e dupla, motores  a diesel e ainda com a opção de câmbio automático.
No ano de 2016 foi a quarta picape mais vendida no mundo, atingindo a marca de 524.580 unidades vendidas.
Em 2020, a Toyota lançou a 2a reestilização da 8a geração da Hilux.
Com o Toyota Play+ as críticas são minimizadas, já que na última versão não havia muita tecnologia.
O motor 2.8 também mudou para 204 cv, porém menos do que os 206 cv da Chevrolet S10. Ainda não há informações se o 2.7 também mudará.
Em alguns países como a Austrália, a Hilux está disponível.
Mas no Brasil, só chegará em 2021.

## Terceira geração
Em 2005 foram usadas 3 versões de propulsores, uma a gasolina e duas a diesel.
- O propulsor a gasolina tinha 2.7 L (2,693 cc), por nome 2TR-FE,  motor 4 cilindros em linha, DOHC, 4 válvulas por cilindro, com tecnologia VVT. Potência máxima de 118 CV (158 hp; 160 PS) a 5,200 rpm, e 25.1 kg⋅m (246 N⋅m; 182 lbf⋅ft) de torque a 3,800 rpm com máxima rotação de 5500 rpm. Tem diâmetro de 95,00mm, curso de 95,00mm.
- Os propulsores a diesel tinham duas versões, 2.5 e 3.0, ambos são 4 cilindros em linhas, DOHC, 4 válvulas por cilindro, Injeção Direta de combustível (D-4D common rail) e turbinados, a principal diferença entre eles é o diâmetro e curso.
1. 2.5 L  (2,494 cc), por nome 2KD-FTV. Produz 102 cv (101 hp; 75 kW) a 3400 rpm e 26.5 kg⋅m (260 N⋅m; 192 lbf⋅ft) de torque a 1600-2400 rpm com transmissão automática de 4 velocidades e 88cv (118 hp; 120 PS) a 3400 rpm e 325 N⋅m (240 lb⋅ft) de torque a 1600-3600 rpm com transmissão manual. Tem diâmetro de 92,00mm, curso de 93,80mm.
2. 3.0 L (2,982 cc), por nome 1KD-FTV. Produz 173cv (170 hp; 127 kW) a 3400 rpm, e 352 N⋅m (260 lb⋅ft) de torque a 1800-3400 rpm. Tem diâmetro de 96,00mm, curso de 103,00mm

## Quarta geração
No mercado brasileiro, a quarta geração da Hilux recebeu a segunda reestilização em novembro de 2020, já como modelo 2021. A picape-média ganhou uma nova dianteira, com grade mais encorpada, novo conjunto óptico com luzes de LED na versão topo de linha SRX e novas lanternas traseiras. Ainda na versão SRX, ganhou sistema de som premium da JBL.
A Hilux de 2023, possui nove versões: Cabine Simples e Chassi, Cabine Simples, STD Power Pack, SR, SRV, SRX, SRX Limited, Conquest e GR-Sport. 

## Curiosidades
O termo "HILUX" quer dizer "alto luxo" possivelmente derivado das palavras em inglês HIgh e LUXury. Uma outra origem de deste nome vem do do nome de um animal, do tipo de um coelho selvagem, e que vive nas regiões montanhosas e rochosas.

## Versão eléctrica
A versão eléctrica foi apresentada na Tailândia em 14 de dezembro de 2022.